# منزل الركة (إب)

تعديل مصدري - تعديل

منزل الركة هي إحدى قرى عزلة بني مدسم بمديرية إب التابعة لمحافظة إب، بلغ تعداد سكانها 878 نسمة حسب تعداد اليمن لعام 2004.